# Lew Michailowitsch Dowator

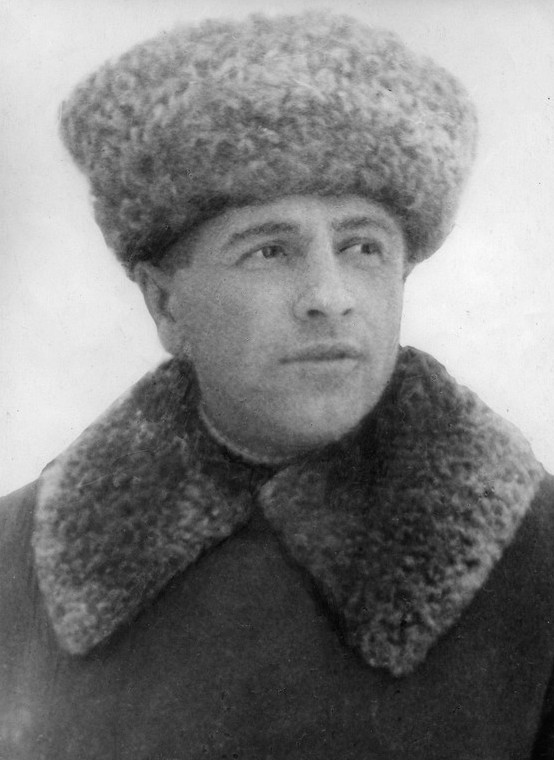
Lew Dowator, 1941

Lew Michailowitsch Dowator (russisch Лев Михайлович Доватор, belarussisch Леў Міхайлавіч Даватар; geb. 7. Februarjul. / 20. Februar 1903greg. in Chotino, Gouvernement Witebsk, Russisches Kaiserreich; gest. 19. Dezember 1941 bei Palaschkino, Oblast Moskau, Sowjetunion) war ein sowjetischer Generalmajor, der im Zweiten Weltkrieg während der Schlacht um Moskau fiel und postum als Held der Sowjetunion ausgezeichnet wurde.

## Leben
Lew Dowator wurde in einem Dorf in der Nähe von Witebsk auf dem Gebiet des heutigen Belarus als Sohn einer mittellosen Bauernfamilie geboren, nach einigen Quellen von jüdischer Abstammung. Seine jüdische Herkunft wird auch in einer vom israelischen Historiker Jehuda Sluzki (1915–1978) herausgegebenen Abhandlung aus dem Jahre 1967 „Juden in der Roten Armee im 2. Weltkrieg“ bestätigt. Nach anderen Angaben stammte Dowator von dem französischen Offizier De Vautour ab, der bei Napoleons Russlandfeldzug 1812 verwundet wurde, als sich die Grande Armée aus Russland zurückzog, und später von einer weißrussischen Adelsfamilie aufgenommen wurde. Nach dem Besuch einer Grundschule schloss Dowator 1921 eine dreijährige Sekundarschule ab und arbeitete anschließend in Witebsk in einer Flachsspinnerei. 1922 wurde er zum Sekretär des örtlichen Komsomol-Komitees gewählt und absolvierte 1923 eine einjährige Parteischule in Witebsk.

## Wehrdienst
Im September 1924 trat er in die Rote Armee ein und wurde im Hauptquartier der 7. Kavalleriedivision (westlicher Militärbezirk) als Aufseher eingesetzt. Im Februar 1925 wurde er zu einem militärischen Chemiekurs nach Moskau abgeordnet und diente nach seinem Abschluss im Juni 1925 als Ausbilder von Chemikern und als Kommandeur eines Chemie-Zugs der 7. Kavalleriedivision. 1928 trat er der Kommunistischen Partei bei. Nach Abschluss der Kavallerieschule im September 1929 wurde Dowator zum Zugführer eines Kavallerieregiments im Militärbezirk Nordkaukasus ernannt. 1931 wurde dieses Regiment in die Stadt Kjachta (Burjatische ASSR) verlegt. Nach seiner Ernennung zum Politoffizier der 1. Kavallerie-Division im Oktober 1933 wurde Dowator im Mai 1936 an die Militärakademie Frunse geschickt. Im Rahmen des dortigen Studiums kämpfte er sechs Monate im spanischen Bürgerkrieg auf der Seite der Republikaner.
Dowator war ein geübter Reiter. Während der Produktion des Spielfilms „Alexander Newski“ des sowjetischen Regisseurs Sergej Eisenstein führte Dowator eine Kavalleriebrigade der Roten Armee an und nahm an den Dreharbeiten zu den Massenszenen des Films teil.

## Deutsch-Sowjetischer Krieg

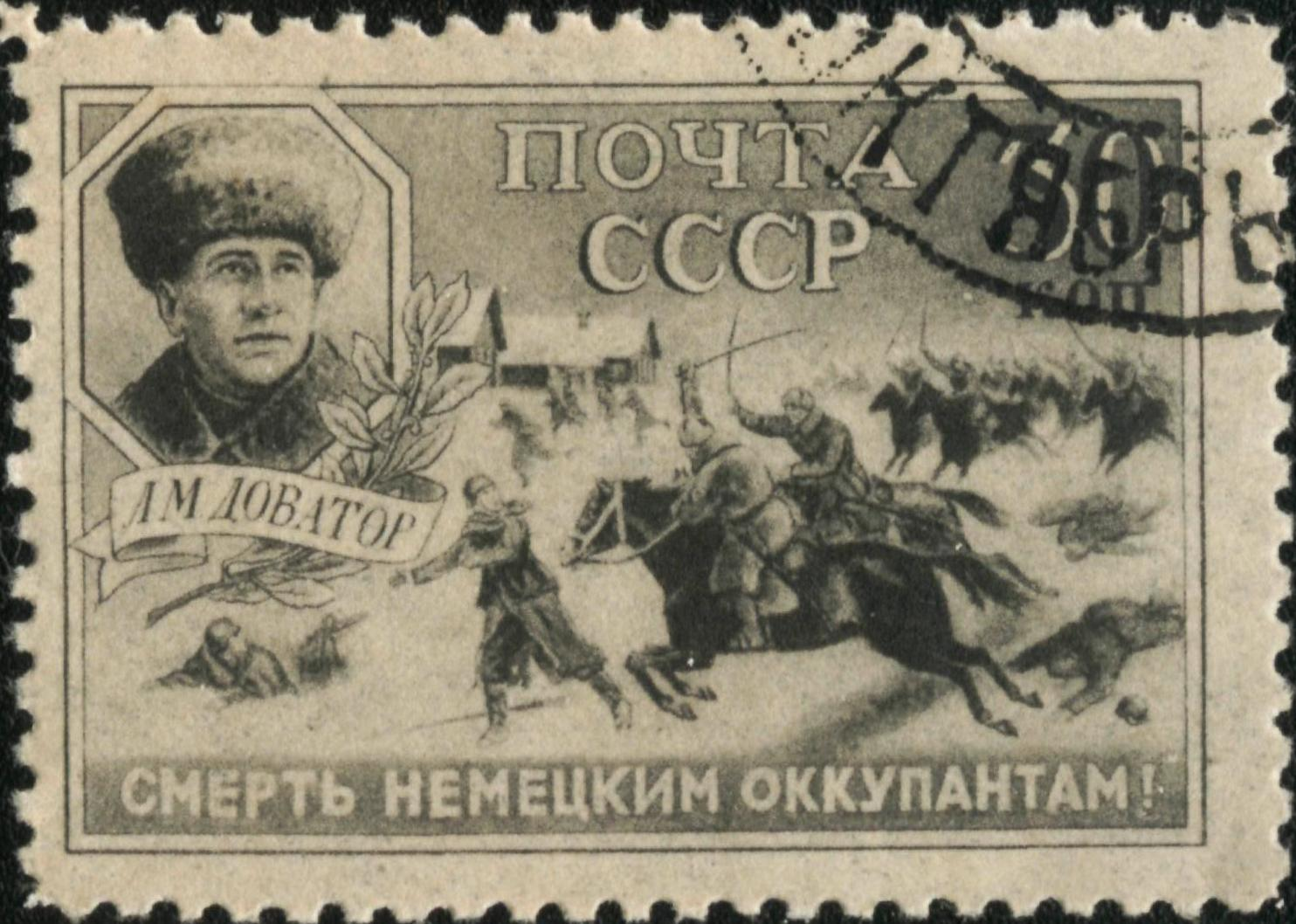
Lew Dowator (oben links) auf einer sowjetischen Kriegs-Briefmarke. Aufschrift: „Tod den deutschen Besatzern!“

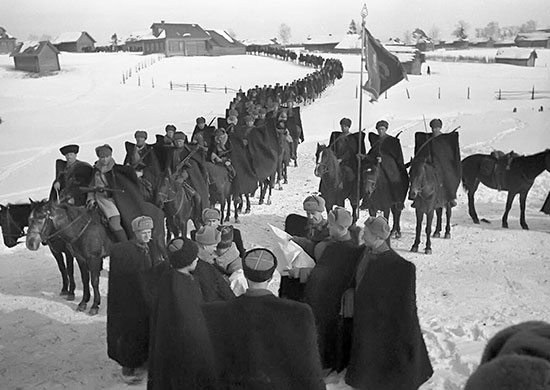
Generalmajor L.M. Dowator mit den ihm unterstellten Kavalleristen

Zu Beginn des deutschen Überfalls auf die Sowjetunion wurde Oberst Dowator in einem Moskauer Krankenhaus behandelt und konnte nicht zu seiner Division gelangen, da diese eingekesselt war. Bald darauf wurde er dem Stab an der Westfront zugeteilt. Nach seinem Einsatz bei der Überquerung des Dnepr im Juli 1941 zu Beginn der Kesselschlacht bei Smolensk im rückwärtigen Armeegebiet wurde er mit dem Rotbannerorden ausgezeichnet. Vom 14. August bis zum 2. September fügte die Kavalleriegruppe unter Dowators Kommando der gegnerischen Seite erheblichen Schaden mit Tausenden von Todesopfern und bedeutenden materiellen Verlusten zu; die deutsche Führung war gezwungen, zwei Divisionen von der Front abzuziehen, um Dowators Kavallerie zu bekämpfen. Am 11. September wurde Dowator zum Generalmajor befördert. Im September und Oktober nahm die Gruppe Dowator an schweren Abwehrkämpfen entlang des Istra-Stausees und des Flusses Lama teil. Zu Beginn der Schlacht um Moskau im Oktober 1941 verteidigte das Kommando Stellungen an der Straße zwischen Bely und Rschew, deckte den Rückzug der sowjetischen Infanterietruppen in Richtung Wolokolamsk und führte dann eine Reihe von Angriffen in der Nähe von Solnetschnogorsk durch.
Am 11. Dezember wurde Dowator mit dem ihm unterstellten Kommando in den Raum Kubinka verlegt und gelangte nach einem Angriff auf die gegnerischen Linien am 19. Dezember an den Fluss Rusa. Im nahegelegenen Dorf Palaschkino (Russki rajon, Oblast Moskau) befanden sich zu jenem Zeitpunkt zwei Regimenter der 20. Kavallerie-Division der Roten Armee sowie mehrere Bataillone der 252. Infanterie-Division der Wehrmacht. Dowator wurde bei Palaschkino durch feindlichen Maschinengewehrbeschuss tödlich verwundet, gleichzeitig mit ihm starben Oberst Tawliew, Eskadron-Kommandeur Karasew und Adjutant Teyfman.
Durch Erlass des Präsidiums des Obersten Sowjets vom 21. Dezember 1941 wurde Lew Dowator postum als Held der Sowjetunion ausgezeichnet. Er wurde auf dem Donskoi-Friedhof eingeäschert, bis 1959 stand die Urne mit seiner Asche im Krematorium selbst. Anschließend wurde er auf dem Nowodewitschi-Friedhof neben Iwan Panfilow und Wiktor Talalichin beigesetzt.
Dowator war verheiratet und hatte einen Sohn und eine Tochter. Nach Dowator sind zahlreiche Straßen in den Nachfolgestaaten der Sowjetunion benannt, so auch der Ort Dowatorowka in der Oblast Kaliningrad.

## Weitere Auszeichnungen
- Zwei Leninorden: 3. November 1941, 21. Dezember 1941 (postum)
- Rotbannerorden: 9. August 1941
- Orden des Roten Sterns: 22. Februar 1941
- Medaille „Für die Verteidigung Moskaus“: 4. Januar 1945 (postum)